# Mario Hohn
Mario Hohn (* 28. März 1989 in Bietigheim-Bissingen) ist ein ehemaliger deutscher Fußballspieler.

## Karriere
In der Jugend spielte Hohn für den TSV Unterriexingen und für den SGV Freiberg. 2006 wechselte er zur A-Jugend des VfB Stuttgart, mit der er 2008 an der Seite von Spielern wie Julian Schieber, Boris Vukčević, Patrick Funk, Daniel Didavi oder Ermin Bičakčić den ersten Platz der U-19-Bundesliga Süd/Südwest erreichte und im Halbfinale um die Deutsche A-Junioren-Meisterschaft gegen den VfL Wolfsburg ausschied.
Im Sommer 2008 wechselte Hohn zum VfR Aalen in die neu gegründete Dritte Liga. Im September 2008 wurde er in die U20-Auswahlmannschaft des Württembergischen Fußballverbandes berufen. Sein Profidebüt gab er schließlich am 4. Oktober 2008, als bei der 0:3-Auswärtsniederlage beim 1. FC Union Berlin in der 74. Minute eingewechselt wurde. Mitte Oktober 2008 nahm er mit der U21-Auswahlmannschaft des WFV an einem Länderpokal in Duisburg teil. Im weiteren Saisonverlauf kam er auf insgesamt 10 Ligaeinsätze, zunächst Kurzeinsätze; wegen Verletzungssorgen, als in der Schlussphase der Saison zeitweise bis zu elf Spieler verletzt oder gesperrt waren, stand er aber auch in der Startaufstellung. Unter dem kurz vor Saisonende neu verpflichteten Cheftrainer Rainer Scharinger stand Hohn in allen vier verbliebenen Spielen in der Startaufstellung. Nach dem Abstieg in die viertklassige Regionalliga Süd war er der einzige Spieler der Mannschaft, dessen Vertrag auch für die untere Spielklasse Gültigkeit besaß. Bis auf die verletzten Andreas Hofmann und Robert Lechleiter verließen alle anderen Spieler den Verein, Trainer Scharinger baute eine neue Mannschaft mit überwiegend jungen Spielern aus unteren Spielklassen auf.
In der folgenden Saison absolvierte Hohn für den VfR insgesamt 29 Ligaspiele und erreichte mit der Mannschaft als Meister der Regionalliga Süd den direkten Wiederaufstieg zurück in die Dritte Liga sowie den Gewinn des WFV-Pokals und die damit verbundene Teilnahme an der ersten Hauptrunde des DFB-Pokals. Dort, bei der 1:2-Niederlage gegen den späteren Pokalsieger FC Schalke 04, kam Hohn ebenfalls zum Einsatz. In der neuen Saison spielte er aufgrund häufiger Verletzungen in nur noch 13 Spielen. Im April 2011 zog er sich einen Kreuzbandanriss zu und fiel für den Rest der Saison aus. Sein zum 30. Juni 2011 auslaufender Vertrag wurde beim VfR Aalen nicht verlängert, Hohn war danach längere Zeit vereinslos.
Nach vollständiger Gesundung verpflichtete ihn im Januar 2013 der Oberligist FC Nöttingen. In der Rückrunde 2012/13 absolvierte Hohn bereits wieder 13 Ligaspiele. Die Oberliga Baden-Württemberg 2013/14 schloss er mit Nöttingen auf dem dritten Tabellenplatz ab, wodurch sich die Mannschaft für die Aufstiegsspiele zur Regionalliga Südwest qualifizierte und diese erfolgreich gestalten konnte. Nach dem direkten Abstieg gelang Hohn der erneute Aufstieg in die Regionalliga Südwest ein Jahr später im Sommer 2016. Anschließend verließ er den FC Nöttingen, um sich dem TSV Essingen in der Verbandsliga Württemberg anzuschließen. In seiner ersten Saison absolvierte er 11 Einsätze und erzielte dabei 2 Tore. Nach einem Meniskusriss Anfang Mai 2017 gab er im August sein Comeback, kam aber bis Dezember nur noch dreimal zum Einsatz und verließ Ende 2017 den Verein.
Im Januar 2018 kehrte Hohn daraufhin zu seinem Heimatverein nach Unterriexingen zurück, der inzwischen als SGM Riexingen (Spielgemeinschaft von TSV Unterriexingen und TSV Oberriexingen) in der Bezirksliga Enz-Murr spielte, und war dort auch nach dem Abstieg in die Kreisliga 2019 noch aktiv.

## Spielweise
Aufgrund seiner mit 1,65 m relativ geringen Körpergröße und seiner Schnelligkeit galt Hohn als flinker Spieler, weswegen ihm der Spitzname Speedy gegeben wurde. Als Rechtsfuß spielte er meistens im linken Mittelfeld, wurde aber auch als linker Außenverteidiger eingesetzt.